# ساربکا (شهرستان چارنکوو-تژچیانکا)
ساربکا (به لهستانی:  Sarbka) یک روستا در لهستان است که در گمینا چارنکوو واقع شده‌است.